# Axel Strandell
Karl Erik Axel Strandell, född 14 mars 1842 i Skogs församling, Gävleborgs län, död 21 januari 1917 i Klara församling, Stockholm, var en svensk präst och översättare.

## Biografi
Axel Strandell föddes 1842 i Skogs socken. Han var son till komministern Erik Israel Strandell i Skogs församling och Johanna Rydberg. Strandell blev 19 maj 1862 student vid Uppsala universitet och var där medlem i Gästrike-Hälsinge nation. Han prästvigdes 13 december 1864 i Uppsala domkyrka efter erhållen åldersdispans. Han avlade 1864 teologisk examen.   
Strandell blev 1 januari 1865 vice komminister i Skäfthammars församling och föreslogs 1865 till komminister i Hanebo församling. Han blev 17 juli 1867 pastorsadjunkt i Alunda församling och var från 31 juli 1867 till 27 augusti samma år vice pastor. År 1867 förelogs han även som komminister i Djurö församling och komminister i Rö församling, där han avsade sig ansökan. Strandell blev 5 oktober 1867 kapellpredikant i Sandarne församling, tillträdde 1 november 1867 och avlade 19 juni 1872 pastoralexamen i Uppsala.
Han blev 13 september 1878 kyrkoherde i Vendels församling, tillträdde 1 maj 1881 och 28 mars 1888 kyrkoherde i Klara församling, Stockholm, tillträdde 1 maj 1889. Strandell blev 4 juni 1889 assessor i Stockholms stads konsistorium och blev 1893 ledamot av Nordstjärneorden. Han utnämndes 16 september 1897 till teologie doktor (promoverade inte) och utnämndes 1906 till kommendör av Nordstjärneorden andra klassen. Strandell tog 1 april 1913 tjänstledigt från kyrkoherdetjänsten på grund av sjukdom och avled 1917 i Klara församling.
Strandell hade många offentliga uppdrag, bland annat ledamotskap av kyrkomötet 1898–1910, av direktionen över Stockholms stads undervisningsverk (1903–1913) och Svenska kyrkans missionsstyrelse (1904) och var i flera år ordförande i Stockholms prästsällskap. 
Den osignerade biografin i Nordisk Familjebok meddelar även följande upplysning: "Ett värdefullt tillskott till vår praktisk-religiösa litteratur utgöra hans öfversättningar af många arbeten af O. J. Funcke."

### Familj
Strandell gifte sig 26 juni 1822 i Jakobs församling med Maria Lovisa Claesson (1850–1934), dotter till sämskfabrikören Anders Claesson och Johanna Margareta Berg. De fick tillsammans barnen Signe Maria Strandell (född 1873) som var gift med stadsfiskalen Gustaf Rånlund i Piteå, Anna Strandell (1875–1936) som var gift med civilingenjören Jonas Hesselman, kontorschefen Erik Israel Strandell (född 1876), Hilda Johanna Strandell (född 1878) som var gift med professorn Henrik Hesselman, Elsa Margareta Strandell (född 1880) som var gift med landsfiskalen Nils Erik Hugo Strandberg och tjänstemannen Anders Gustaf Wilhelm Strandell (född 1882).

## Översättningar (urval)
- Otto Funcke: Förvandlingar, eller huru en seende varder blind och en blind varder seende (Verwandlungen, oder wie ein Sehender blind und ein Blinder sehend wird) (A. L. Normans förlagsexp., 1876)
- Friedrich Mallet: Betanien: evangeliska betraktelser (Bethanien) (Norstedt, 1881)
- Heinrich W. J. Thiersch: Kyrkan under apostlarnes tidehvarf och de nytestamentliga skrifternas uppkomst (Norstedt, 1882)
- Heinrich W. J. Thiersch: Om den kristliga staten (Chelius, 1893)
- Magnus Friedrich Roos: Utläggning af nytestamentliga skrifter. 8, Marci evangelium (Beijer, 1898)
- Magnus Friedrich Roos: Utläggning af nytestamentliga skrifter. 9, Lucas evangelium (Beijer, 1899)